# 6602 Gilclark
6602 Gilclark è un asteroide della fascia principale. Scoperto nel 1989, presenta un'orbita caratterizzata da un semiasse maggiore pari a 1,8708109 UA e da un'eccentricità di 0,0735838, inclinata di 22,66572° rispetto all'eclittica.